# 서우베아어
서우베아어(Fagauvea, 영어: West Uvean)는 누벨칼레도니의 우베아섬에서 쓰이는 역외 폴리네시아 언어이다. 같은 섬에서 쓰이는 누벨칼레도니어군 언어인 이아이어와 오랫동안 접촉해 왔다. 그 영향으로 모음 체계에 4개의 모음이 더해졌고 음절 구조도 복잡해져 음절말 자음을 허용하게 되었다.:534
서우베아어는 십진법 수사 체계를 사용하는 다른 폴리네시아어군 언어들과 달리 오진법 수사 체계를 사용한다. 이 또한 오진법을 사용하는 이아이어의 영향으로 생각된다. 11부터 20까지의 수를 부르는 방식은 두 가지가 있는데, 하나는 보다 오래된 폴리네시아 방식이다. 오늘날 서우베아인들은 프랑스어나 이아이어 수사 체계를 더 흔하게 사용한다.

## 이름
원어민들은 이 언어를 파가우베아(Fagauvea)라고 부른다. 프랑스어 이름도 이와 같다. 영어로는 서우베아어(West Uvean)라는 이름으로 불러 동우베아어, 즉 왈리스어와 구분하기도 한다.